# Alessandro Valtrinis epitafium
Alessandro Valtrinis epitafium är en skulptur ritad av Giovanni Lorenzo Bernini. Den återfinns i basilikan San Lorenzo in Damaso i Rom. Alessandro Valtrini (död 1633) var en av påve Urban VIII:s kammarherrar. Epitafiet beställdes av Francesco Barberini, som vid tillfället var kardinaldiakon av San Lorenzo in Damaso och Romersk-katolska kyrkans vicekansler, och sattes ursprungligen upp på en pelare i basilikan. Numera sitter det på fasadens innervägg. 
Epitafiet designades av Bernini år 1639 och utfördes av stenhuggarna Lorenzo Florij, Giacomo Razzinello och Niccolò Sale åren 1640–1641.
Epitafiet består av en marmorbyst av Alessandro Valtrini, insatt i en oval ram. Ett bevingat skelett, vilket tittar på betraktaren, håller porträttet i sin högra hand och pekar på det med vänster pekfinger. Porträttet och skelettet i vit marmor har ett mörkgrått stuckdraperi som bakgrund. Bokstäverna i epitafiets inskription följer draperiets rörelser. Längst upp ses ett kors och Valtrinis vapensköld med en hjort.
Den brittiske konsthistorikern Charles Avery anser att Bernini inspirerades av Filippo Napoletanos teckning Döden.
Epitafiets inskription lyder:

## Bilder
| - Döden. Teckning av Filippo Napoletano. |